# Вісь часу
Вісь часу — часова вісь (що іменується також у контексті  термодинаміки стрілою часу) — концепція, що описує  час як  пряму (тобто математично  одновимірний об'єкт), простягнуту з  минулого в майбутнє. З будь-яких двох незбіжних  точок осі часу одна завжди є майбутнім щодо іншої.

## Вісь часу в класичній фізиці
Класична фізика представляє простір-час як прямий добуток одновимірного часу на тривимірний простір. Перетворення Галілея завжди зберігають часову координату (з точністю до зсуву). Таким чином, вісь часу є прямою, а точки її (іменовані  моментами часу) параметризуються однією часовою  координатою.
Незважаючи на доведену невідповідність цього уявлення фізичній природі часу, воно використовується в побудові  шкали всесвітнього координованого часу на Землі, а також у багатьох наукових моделях, що не потребують врахування скінченності  швидкості світла.

## Вісь часу в загальній теорії відносності
У  теорії відносності існує лише часткове впорядкування точок простору-часу за часом. Щодо двох подій ми не завжди можемо сказати, яка належить минулому, а яка  майбутньому, так що осі часу в звичному сенсі немає. Події щодо даного діляться на майбутні — на які можна вплинути, минулі — які на нього впливають, і невизначені — ні те, ні інше.
Порівнянним поняттям є світова лінія, на якій визначено власний час, однак вона своя у кожного  тіла. У  спеціальній теорії відносності (також як і в більшості моделей викривленого простору-часу в загальній теорії відносності) зберігається порядок часу. Тобто, якщо світові лінії двох тіл перетнулися у двох точках простору-часу, то одна з них є минулим з точки зору обох тіл, а інша — майбутнім. Хоча загальна теорія відносності не забороняє багаторазові перетину світових ліній з порушенням порядку часу і навіть самоперетинання світової лінії (див. подорож у часі), застосовність подібних моделей простору-часу до реального фізичного світу сумнівна.

## Вісь часу в квантовій механіці
Згідно Копенгагенської інтерпретації квантової механіки, квантова еволюція управляється рівнянням Шредінгера, яке є часово симетричним та колапсом хвильової функції, яка є часово незворотньою.

## Термодинамічні аспекти
У термодинаміці підкреслюється виділеність напрямку часу (нерівноцінність минулого і майбутнього).
У всіх процесах існує виділений напрям, в якому процеси протікають самі собою від більш упорядкованого стану до менш впорядкованого. Чим більше впорядкування системи, тим складніше відновити його з безладдя. Незрівнянно простіше розбити скло, ніж виготовити нове і вставити його в раму. «Набагато простіше вбити живу істоту, ніж повернути її до життя, якщо взагалі можливо. Бог створив маленьку комашку. Якщо її розчавити, вона помре.» — Такий епіграф поставив американський біохімік Альберт Сент-Дьйорді до своєї книги «Біоенергетика»
Принципова односпрямованість часу є ознакою, що виділяє термодинаміку серед інших розділів  фізики, однак це, взагалі кажучи, лише статистичний ефект (згідно з ергодичною гіпотезою, в менш упорядкованому стані система проводить набагато більше часу, ніж в упорядкованому, тому при недостатньо тривалому спостереженні еволюції буде здаватися, що система прагне перейти в менш впорядкований стан). У сучасних фундаментальних теоріях фізики — теорії відносності і  квантовій теорії поля — напрямок часу, в принципі, нічим не виділено.